# Коло порятунку Дону
Коло порятунку Дону (КПД; рос. дореф. Кругъ Спасенія Дона, рос. Круг спасения Дона) — виборчі народні збори козаків військової громади, відновлене на своїх землях донських козаків під час Громадянської війни на Доні, за типом старовинної форми козацької самоорганізації (Коло, Рада).

## Організація та діяльність
У квітні 1918 року була скасована Донська радянська республіка. Адміністративна влада перейшла до Тимчасового Донського уряду, військова — до похідного отамана генерал-майора П. Х. Попову.
З 28 квітня (11 травня) по 5 (18) травня 1918 року в місті Новочеркаськ відбулися Загальні збори членів президії Тимчасового донського уряду і делегатів від станиць та військових частин, які організували «Коло порятунку Дону».
- 28 квітня — обрано президію Кола порятунку Дону: голова  — полковник Г. П. Янов, товариші голови  —В. М. Светозаров (майбутній завідувач народної освіти) та осавул Ф. І. Бабкин.
- 29 квітня — обговорювалися питання організації на Дону постійної козачої армії для боротьби з більшовиками та встановлення нових законів.
- 30 квітня — ухвалено постанови про утворення трьох комісій для обстеження розорених червоногвардійцями станиць і відділень банків.
- 1 травня — ухвалено постанову про скликання Великого військового кола. Постановили про заснування військових нагород і про форму одягу військових чинів і чиновників. Було засновано знак військового ордена (Георгіївський хрест із гербом Донського війська) і пам'ятний знак-жетон Кола порятунку Дону. З доповіддю «Про становище на Дону і перспективи майбутнього устрою краю» виступив П. Н. Краснов, який закликав створити самостійну державу-республіку «Всевелике військо Донське».
- 2 травня — розглянуто проблеми організації влади на місцях (відновлено владу окружних, станичних і хутірських отаманів, міліції та судів). Вийшли постанови про повернення до «старого» літочислення і про збереження на службі «співочого і музичного хорів».
- 3 травня — організовано обласну владу на час до скликання Великого військового кола. Військовим отаманом обрали генерал-майора П. М. Краснова («за голосами: 107 за, проти 13 і 10 утрималося»), якому до скликання Великого військового кола вручили всю повноту влади, а похідного отамана генерал-майора П. Х. Попова висвятили в чин генерал-лейтенанта. Ухвалили постанову про проведення мобілізації козаків у всіх округах (переписів з 1916 по 1912).
- 4 травня — ухвалено Основні закони Всевеликого війська Донського (затверджено донський прапор, герб і гімн), створено уряд («Рада керуючих відділами», голова — генерал-лейтенант А. П. Богаєвський, згодом — генерал-лейтенант П. Х. Попов).
- 5 травня — виступив військовий отаман П. Н. Краснов[2].

Постанови Кола порятунку Дону були затверджені Великим Військовим Донським Колом (разом зі створенням Всевеликого війська Донського) у вересні 1918 року.

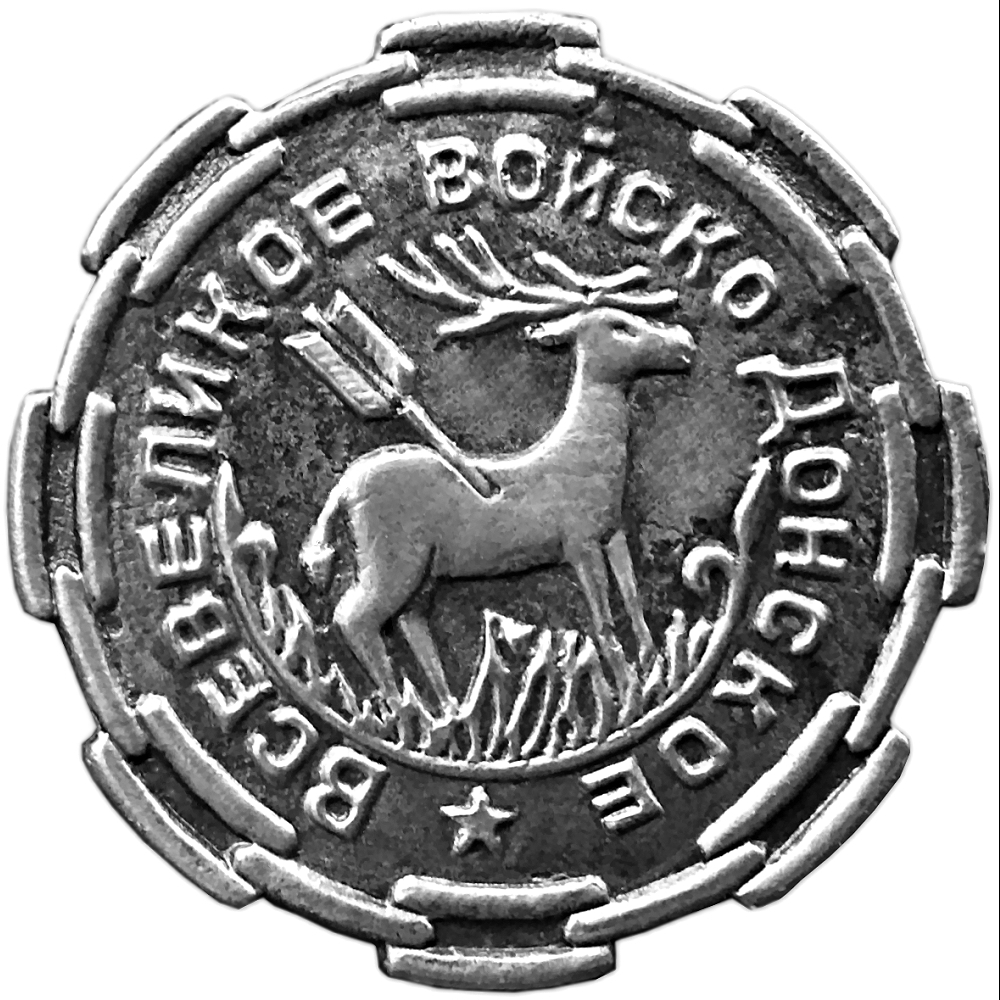

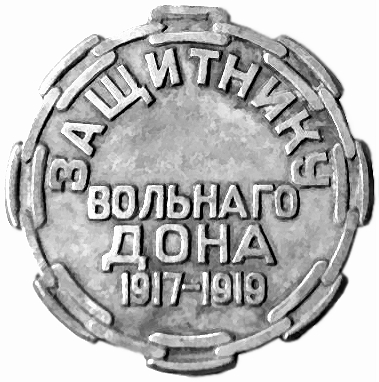
Медаль

## Відомі члени та організатори Круга
- Бабкін Федір Іванович (1887 —1920)
- Коноводов Іван Микитович (1885 —1967)
- Краснов Петро Миколайович (1869 —1947)
- Попов Петро Харитонович (1867 —1960)